# UCI Europe Tour de 2021
O UCI Europe Tour 2021 foi a décima-sétima edição do calendário ciclístico internacional europeu. Iniciou-se a 24 de janeiro de 2021, na Espanha, com o Grande Prêmio Valencia e finalizou a 24 de outubro de 2021 com o Tour de Drenthe em Países Baixos. Disputaram-se 165 concorrências, outorgando pontos aos primeiros classificados das etapas e à classificação final.

## Equipas
As equipas que podiam participar nas diferentes corridas dependia da categoria das mesmas. As equipas UCI WorldTeam e UCI ProTeam, tinham cota limitada para competir de acordo ao ano correspondente estabelecido pela UCI, as equipas Continentais e seleções nacionais não tinham restrições de participação:
| Categoria      | Categoria                       | Equipas                                                                          |
| -------------- | ------------------------------- | -------------------------------------------------------------------------------- |
| .1             | 1.1 (Corrida de um dia)         | * UCI WorldTeam (max 50%) * UCI ProTeam * Continentais * Seleções nacionais      |
| .1             | 2.1 (Corrida de vários dias)    | * UCI WorldTeam (max 50%) * UCI ProTeam * Continentais * Seleções nacionais      |
| .2             | 1.2 (Corrida de um dia)         | * UCI ProTeam * Continentais * Seleções nacionais * Seleções regionais * Amadors |
| .2             | 2.2 (Corrida de vários dias)    | * UCI ProTeam * Continentais * Seleções nacionais * Seleções regionais * Amadors |
| .Ncup (sub-23) | 1.ncup (Corrida de um dia)      | * Seleções nacionais * Seleções mistas                                           |
| .Ncup (sub-23) | 2.ncup (Corrida de vários dias) | * Seleções nacionais * Seleções mistas                                           |

## Calendário
As seguintes são as corridas que compuseram o calendário UCI Europe Tour para a temporada de 2021 aprovado pela UCI.

### Janeiro
| UCI Europe Tour de 2021 - janeiro |                                     |        |                        |                      |
| Data                              | Corrida                             | Classe | Vencedor               | Equipa               |
| --------------------------------- | ----------------------------------- | ------ | ---------------------- | -------------------- |
| 24                                | Grande Prêmio Valencia              | 1.2    | Lorrenzo Manzin        | Total Direct Énergie |
| 31                                | Grande Prêmio Ciclista a Marsellesa | 1.1    | Aurélien Paret-Peintre | AG2R Citroën         |

### Fevereiro
| UCI Europe Tour de 2021 - fevereiro |                                   |        |                    |                      |
| Data                                | Corrida                           | Classe | Vencedor           | Equipa               |
| ----------------------------------- | --------------------------------- | ------ | ------------------ | -------------------- |
| 3-7                                 | Estrela de Bessèges               | 2.1    | Tim Wellens        | Lotto Soudal         |
| 6                                   | Grande Prêmio de Alanya           | 1.2    | Davide Gabburo     | Bardiani-CSF-Faizanè |
| 7                                   | Grande Prêmio de Gazipaşa         | 1.2    | Raman Tsishkou     | BelAz                |
| 19-21                               | Tour dos Alpes Marítimos e de Var | 2.1    | Gianluca Brambilla | Trek-Segafredo       |
| 20                                  | Grande Prêmio Manavgat-Side       | 1.2    | Mohd Harrif Saleh  | Terengganu           |
| 21                                  | Grande Prêmio Velo Alanya         | 1.2    | Carlos Quintero    | Terengganu           |

### Março
| UCI Europe Tour de 2021 - março |                                    |        |                     |                            |
| Data                            | Corrida                            | Classe | Vencedor            | Equipa                     |
| ------------------------------- | ---------------------------------- | ------ | ------------------- | -------------------------- |
| 2                               | Le Samyn                           | 1.1    | Tim Merlier         | Alpecin-Fenix              |
| 3                               | Trofej Umag-Umag Trophy            | 1.2    | Jakub Mareczko      | Vini Zabù                  |
| 6                               | Grande Prêmio Mediterrâneo         | 1.2    | Onur Balkan         | Salcano Sakarya BB         |
| 7                               | Grande Prêmio Gündoğmuş            | 1.2    | Carlos Quintero     | Terengganu                 |
| 7                               | Grande Prêmio Jean-Pierre Monseré  | 1.1    | Tim Merlier         | Alpecin-Fenix              |
| 7                               | Porec Trophy                       | 1.2    | Filippo Fiorelli    | Bardiani-CSF-Faizanè       |
| 11-14                           | Istrian Spring Trophy              | 2.2    | Finn Fisher-Black   | Jumbo-Visma Development    |
| 14                              | Paris-Troyes                       | 1.2    | Romain Cardis       | Saint Michel-Auber93       |
| 21                              | Per sempre Alfredo                 | 1.1    | Matteo Moschetti    | Trek-Segafredo             |
| 21                              | Grande Prêmio Eslovénia Istria     | 1.2    | Mirco Maestri       | Bardiani-CSF-Faizanè       |
| 23-27                           | Settimana Coppi e Bartali          | 2.1    | Jonas Vingegaard    | Jumbo-Visma                |
| 28                              | Grande Prêmio Cholet-Pays de Loire | 1.1    | Elia Viviani        | Cofidis, Solutions Crédits |
| 28                              | Grande Prêmio Adria Mobil          | 1.2    | Marijn van den Berg | Groupama-FDJ Continental   |

### Abril
| UCI Europe Tour de 2021 - Abril |                                      |        |                  |                       |
| Data                            | Corrida                              | Classe | Vencedor         | Equipa                |
| ------------------------------- | ------------------------------------ | ------ | ---------------- | --------------------- |
| 1-4                             | Tour de Mevlana                      | 2.2    | Anatoliy Budyak  | Spor Toto             |
| 4                               | La Roue Tourangelle                  | 1.1    | Arnaud Démare    | Groupama-FDJ          |
| 4                               | Grande Prêmio Internacional de Rodas | 1.2    | Tord Gudmestad   | Coop                  |
| 4                               | Troféu Banca Popular de Vicenza      | 1.2U   | Juan Ayuso       | Colpack Ballan        |
| 5                               | Giro do Belvedere                    | 1.2U   | Juan Ayuso       | Colpack Ballan        |
| 8-11                            | Volta a Rodas                        | 2.2    | Fredrik Dversnes | Coop                  |
| 18                              | Troféu Cidade de San Vendemiano      | 1.2U   | Paul Lapeira     | AG2R Citroën U23      |
| 22-25                           | Belgrado-Bania Luka                  | 2.1    | Mihkel Räim      | Mazowsze Serce Polski |
| 25                              | Gran Premio della Liberazione        | 1.2U   | Michele Gazzoli  | Colpack Ballan        |
| 30-2                            | Volta às Astúrias                    | 2.1    | Nairo Quintana   | Arkéa Samsic          |

### Maio
| UCI Europe Tour de 2021 - maio |                                     |        |                            |                            |
| Data                           | Corrida                             | Classe | Vencedor                   | Equipa                     |
| ------------------------------ | ----------------------------------- | ------ | -------------------------- | -------------------------- |
| 2                              | Circuito do Porto-Troféu Arvedi     | 1.2    | Gleb Syritsa               | Seleção da Rússia          |
| 2                              | Clássica de Arrábida                | 1.2    | Sean Quinn                 | Hagens Berman Axeon        |
| 12-16                          | Volta à Hungria                     | 2.1    | Damien Howson              | BikeExchange               |
| 13                             | Circuito da Valônia                 | 1.1    | Christophe Laporte         | Cofidis, Solutions Crédits |
| 13                             | Troféu Calvià                       | 1.1    | Ryan Gibbons               | UAE Emirates               |
| 14                             | Troféu Serra de Tramuntana          | 1.1    | Jesús Herrada              | Cofidis, Solutions Crédits |
| 14-16                          | Tour de Eure e Loir                 | 2.2    | Paul Penhoët               | Groupama-FDJ Continental   |
| 15                             | Troféu Andratx-Olhador des Colomer  | 1.1    | Winner Anacona             | Arkéa Samsic               |
| 16                             | Troféu Alcudia-Port d'Alcudia       | 1.1    | André Greipel              | Israel Start-Up Nation     |
| 19-23                          | Alpes Isère Tour                    | 2.2    | Sjoerd Bax                 | Metec-Solarwatt p/b Mantel |
| 22                             | Tour de Finistère                   | 1.1    | Benoît Cosnefroy           | AG2R Citroën               |
| 23                             | Volta a Múrcia                      | 1.1    | Antonio Jesús Soto         | Euskaltel-Euskadi          |
| 24                             | Tour de Limburgo                    | 1.1    | Tim Merlier                | Alpecin-Fenix              |
| 24                             | Mercan'Tour Classic Alpes-Maritimes | 1.1    | Guillaume Martin           | Cofidis, Solutions Crédits |
| 27-30                          | Tour da Mirabelle                   | 2.2    | Idar Andersen              | Uno-X                      |
| 28-29                          | Tour da Estónia                     | 2.1    | Karl Patrick Lauk          | Seleção da Estónia         |
| 29                             | Grande Prêmio Herning               | 1.2    | Mads Østergaard Kristensen | ColoQuick                  |
| 30                             | Tour de Fyen                        | 1.2    | Niklas Larsen              | Uno-X                      |
| 30                             | Coppa della Pace                    | 1.2U   | Daan Hoole                 | SEG Racing Academy         |
| 30                             | GP Eslovénia                        | 1.2    | Mirco Maestri              | Bardiani-CSF-Faizanè       |

### Junho
| UCI Europe Tour de 2021 - junho |                                                   |        |                    |                                    |  |
| Data                            | Corrida                                           | Classe | Vencedor           | Equipa                             |  |
| ------------------------------- | ------------------------------------------------- | ------ | ------------------ | ---------------------------------- |  |
| 2                               | Troféu Alcide Degasperi                           | 1.2    | Riccardo Lucca     | General Store-f.lli Curia-Essegibi |  |
| 3-6                             | Tour de Malopolska                                | 2.2    | Michal Schlegel    | Elkov-Author                       |  |
| 3-12                            | Giro Ciclistico d'Itália                          | 2.2    | Juan Ayuso         | Colpack Ballan                     |  |
| 4                               | G. P. Kanton Aargau                               | 1.1    | Ide Schelling      | Bora-Hansgrohe                     |  |
| 6                               | Elfstedenronde                                    | 1.1    | Tim Merlier        | Alpecin-Fenix                      |  |
| 8                               | Mont Ventoux Dénivelé Challenge                   | 1.1    | Miguel Ángel López | Movistar                           |  |
| 9-13                            | Cinco Anéis de Moscovo                            | 2.2    | Igor Frolov        | CSP OVS Moskovskaya Obl.           |  |
| 10-13                           | Tour de Alta Áustria                              | 2.2    | Alexis Guérin      | Vorarlberg                         |  |
| 10-13                           | Estrada de Occitânia                              | 2.1    | Antonio Pedrero    | Movistar                           |  |
| 15                              | Paris-Camembert                                   | 1.1    | Dorian Godon       | AG2R Citroën                       |  |
| 15-17                           | Adriatica Ionica                                  | 2.1    | Lorenzo Fortunato  | EOLO-KOMETA                        |  |
| 23-26                           | Corrida da Solidariedade e dos Campeões Olímpicos | 2.2    | Jan Bárta          | Elkov-Kasper                       |  |
| 23-27                           | Volta ao Alentejo                                 | 2.2    | Mauricio Moreira   | Efapel                             |  |
| 24                              | Giro dos Apeninos                                 | 1.1    | Ben Hermans        | Israel Start-Up Nation             |  |
| 27                              | Grande Prêmio de Lugano                           | 1.1    | Gianni Moscon      | Ineos Grenadiers                   |  |
| 28-29                           | In the footsteps of the Romans                    | 2.2    | Immanuel Stark     | P&S Metalltechnik                  |  |
| 30-5                            | Volta à Bulgária                                  | 2.2    | Immanuel Stark     | P&S Metalltechnik                  |  |

### Julho
| UCI Europe Tour de 2021 - julho |                                           |        |                       |                                         |
| Data                            | Corrida                                   | Classe | Vencedor              | Equipa                                  |
| ------------------------------- | ----------------------------------------- | ------ | --------------------- | --------------------------------------- |
| 3-6                             | Tour de Sibiu                             | 2.1    | Giovanni Aleotti      | Bora-Hansgrohe                          |
| 3                               | Grande Prêmio Germenica                   | 1.2    | Christofer Júri       | Panamá é Cultura e Valores              |
| 4                               | Grande Prêmio Kahramanmaraş               | 1.2    | Jambaljamts Sainbayar | Terengganu                              |
| 4                               | Giro do Meio Brenta                       | 1.2    | Didier Merchán        | Colômbia Terra de Atletas-GW Bicicletas |
| 10                              | Grande Prêmio Erciyes                     | 1.2    | Alex Hoehn            | Wildlife Generation                     |
| 10                              | Visegrad 4 Kerekparverseny                | 1.2    | Michal Schlegel       | Elkov-Kasper                            |
| 11                              | Grande Prêmio Kayseri                     | 1.2    | Anatoliy Budyak       | Spor Toto                               |
| 11                              | Visegrad 4 Bicycle Race-GP Slovakia       | 1.2    | Alan Banaszek         | HRE Mazowsze Serce Polski               |
| 14-17                           | Dookoła Mazowsza                          | 2.2    | Eirik Lunder          | Coop                                    |
| 14-18                           | Semana Ciclista Italiana                  | 2.1    | Diego Ulissi          | UAE Emirates                            |
| 16-18                           | Tour de Kosovo                            | 2.2    | Tristan Delacroix     | Sprinter Nice Métropole                 |
| 16-18                           | Troféu Joaquim Agostinho                  | 2.2    | Frederico Figueiredo  | Efapel                                  |
| 16-18                           | Giro do Vale de Aosta                     | 2.2U   | Reuben Thompson       | Groupama-FDJ Continental                |
| 17                              | Grande Prêmio Velo Erciyes                | 1.2    | Azzedine Lagab        |                                         |
| 17                              | Visegrad 4 Bicycle Race-GP Czech Republic | 1.2    | Adam Ťoupalík         | Elkov-Kasper                            |
| 18                              | Grande Prêmio da Ville de Nogent-sur-Oise | 1.2    | Karl Patrick Lauk     | Immo Nicolas Roux                       |
| 18                              | Puchar Ministra Obrony Narodowej          | 1.2    | Louis Bendixen        | Coop                                    |
| 18                              | Grande Prêmio Develi                      | 1.2    | Mykhailo Kononenko    | Salcano Sakarya BB                      |
| 18                              | Visegrad 4 Bicycle Race-GP Poland         | 1.2    | Itamar Einhorn        | Seleção de Israel                       |
| 21-25                           | Tour de Alsacia                           | 2.2    | José Félix Parra      | Kern Pharma                             |
| 25                              | Clássica de Ordizia                       | 1.1    | Luis León Sánchez     | Astana-Premier Tech                     |
| 25                              | Grande Prêmio da Villa de Pérenchies      | 1.2    | Emiel Vermeulen       | Xelliss-Roubaix Lille Métropole         |
| 25                              | Grande Prêmio de Kranj                    | 1.2    | Riccardo Verza        | Zalf Euromobil Fior                     |
| 29                              | Volta a Castela e Leão                    | 1.1    | Matis Louvel          | Arkéa Samsic                            |
| 29-31                           | Tour de l'Ain                             | 2.1    | Michael Storer        | DSM                                     |
| 30-2                            | Kreiz Breizh Elites                       | 2.2    | Nick van der Lijke    | Riwal                                   |
| 31                              | Flecha de Heist                           | 1.1    | Pascal Eenkhoorn      | Jumbo-Visma                             |

### Agosto
| UCI Europe Tour de 2021 - agosto |                                         |        |                      |                                    |
| Data                             | Corrida                                 | Classe | Vencedor             | Equipa                             |
| -------------------------------- | --------------------------------------- | ------ | -------------------- | ---------------------------------- |
| 1                                | Circuito de Guecho                      | 1.1    | Giacomo Nizzolo      | Qhubeka NextHash                   |
| 4-7                              | Tour de Szeklerland                     | 2.2    | Alan Banaszek        | HRE Mazowsze Serce Polski          |
| 4-8                              | Tour de Saboia                          | 2.2    | Alexander Cepeda     | Androni Giocattoli-Sidermec        |
| 4-15                             | Volta a Portugal                        | 2.1    | Amaro Antunes        | W52-FC Porto                       |
| 5-8                              | Sazka Tour                              | 2.1    | Filippo Zana         | Bardiani-CSF-Faizanè               |
| 8                                | Grande Prêmio Sportivi di Poggiana      | 1.2U   | Riccardo Ciuccarelli | Biesse Arvedi                      |
| 15                               | Memóriał Henryka Łasaka                 | 1.2    | Michael Kukrle       | Elkov-Kasper                       |
| 15                               | Polynormande                            | 1.1    | Valentin Madouas     | Groupama-FDJ                       |
| 15                               | Grande Prêmio Jef Scherens              | 1.1    | Niccolò Bonifazio    | Total Energies                     |
| 16                               | Grande Prêmio Capodarco                 | 1.2U   | Simone Raccani       | Zalf Euromobil Fior                |
| 17                               | Egmont Cycling Race                     | 1.1    | Danny van Poppel     | Intermarché-Wanty-Gobert Matériaux |
| 17-20                            | Tour de Limusino                        | 2.1    | Warren Barguil       | Arkéa Samsic                       |
| 20-22                            | Baltic Chain Tour                       | 2.2    | Laurence Pithie      | Groupama-FDJ Continental           |
| 20                               | Grande Prêmio Marcel Kint               | 1.1    | Álvaro Hodeg         | Deceuninck-Quick Step              |
| 20-22                            | CCC Tour-Grody Piastowskie              | 2.2    | Maciej Paterski      | Voster ATS                         |
| 24-27                            | Tour Poitou-Charentes em Nova Aquitania | 2.1    | Connor Swift         | Arkéa Samsic                       |
| 26                               | Druivenkoers Overijse                   | 1.1    | Remco Evenepoel      | Deceuninck-Quick Step              |
| 27-29                            | Tour do Pays de Montbéliard             | 2.2U   | Maurice Ballerstedt  | Jumbo-Visma Development            |
| 28                               | Himmerland Rundt                        | 1.2    | Mathias Larsen       | Restaurant Suri-Carl Ras           |
| 28                               | Adriatic Race                           | 1.2    | Nik Čemažar          |                                    |
| 29                               | Grande Prêmio do Somme                  | 1.2    | Tom Mazzone          | Saint Piran                        |
| 29                               | Skive-Løbet                             | 1.2    | Elmar Reinders       | Riwal                              |
| 29                               | Ronde van de Achterhoek                 | 1.2    | Casper van Uden      | Development DSM                    |
| 29-31                            | Carpathian Couriers Race                | 2.2U   | Filip Maciejuk       | Seleção da Polónia                 |
| 31-5                             | Tour da Roménia                         | 2.1    | Jakub Kaczmarek      | HRE Mazowsze Serce Polski          |

### Setembro
| UCI Europe Tour de 2021 - setembro |                               |        |                      |                                    |
| Data                               | Corrida                       | Classe | Vencedor             | Equipa                             |
| ---------------------------------- | ----------------------------- | ------ | -------------------- | ---------------------------------- |
| 2-4                                | Flanders Tomorrow Tour        | 2.2U   | Mick van Dijke       | Jumbo-Visma Development            |
| 3                                  | Clássica Grand Besançon Doubs | 1.1    | Biniam Ghirmay       | Intermarché-Wanty-Gobert Matériaux |
| 3-5                                | Giro do Friuli Venezia Giulia | 2.2    | Jonas Rapp           | Hrinkow Advarics Cycleang          |
| 3-5                                | Paris-Arras Tour              | 2.2    | Jason Tesson         | Saint Michel-Auber93               |
| 4                                  | Tour de Jura                  | 1.1    | Benoît Cosnefroy     | AG2R Citroën                       |
| 5                                  | Tour de Doubs                 | 1.1    | Dorian Godon         | AG2R Citroën                       |
| 9-12                               | Volta a Bohemia Meridional    | 2.2    | Arnaud De Lie        | Lotto Soudal U23                   |
| 9-12                               | Volta à Sérvia                | 2.2    | Jean Goubert         | Sprinter Nice Métropole            |
| 12                                 | Antwerp Port Epic             | 1.1    | Mathieu van der Poel | Alpecin-Fenix                      |
| 15                                 | Giro de Toscana               | 1.1    | Michael Valgren      | EF Education-NIPPO                 |
| 15-19                              | Tour da Eslováquia            | 2.1    | Peter Sagan          | Bora-Hansgrohe                     |
| 17                                 | Campeonato de Flandres        | 1.1    | Jasper Philipsen     | Alpecin-Fenix                      |
| 18                                 | Memorial Marco Pantani        | 1.1    | Sonny Colbrelli      | Bahrain Victorious                 |
| 18                                 | Liège-Bastogne-Liège sub-23   | 1.2U   | Leio Hayter          | Development DSM                    |
| 18                                 | Tour de Zuidenveld            | 1.2    | Elmar Reinders       | Riwal                              |
| 19                                 | Gooikse Pijl                  | 1.1    | Fabio Jakobsen       | Deceuninck-Quick Step              |
| 19                                 | Grande Prêmio de Isbergues    | 1.1    | Elia Viviani         | Cofidis, Solutions Crédits         |
| 19                                 | Troféu Matteotti              | 1.1    | Matteo Trentin       | UAE Emirates                       |
| 20-26                              | Tour de Bretanha              | 2.2    | Jean-Louis Le Ny     | WB-Fybolia Locminé                 |
| 23                                 | Circuito de Houtland          | 1.1    | Taco van der Hoorn   | Intermarché-Wanty-Gobert Matériaux |
| 26                                 | Paris-Chauny                  | 1.1    | Jasper Philipsen     | Alpecin-Fenix                      |
| 26                                 | Dorpenomloop Rucphen          | 1.2    | Elias Van Breussegem | Tarteletto-Isorex                  |
| 28                                 | Ruota d'Oro                   | 1.2U   | Andrea Piccolo       | Viris Vigevano                     |
| 28-1                               | Giro de Sicília               | 2.1    | Vincenzo Nibali      | Trek-Segafredo                     |
| 28-3                               | CRO Race                      | 2.1    | Stephen Williams     | Bahrain Victorious                 |
| 29-3                               | Ronde d'Isard                 | 2.2U   | Gijs Leemreize       | Jumbo-Visma Development            |

### Outubro
| UCI Europe Tour de 2021 - outubro |                              |        |                         |                                    |
| Data                              | Corrida                      | Classe | Vencedor                | Equipa                             |
| --------------------------------- | ---------------------------- | ------ | ----------------------- | ---------------------------------- |
| 1                                 | Route Adélie                 | 1.1    | Arvid de Kleijn         | Rally                              |
| 2                                 | Clássica de Loire-Atlantique | 1.1    | Alan Riou               | Arkéa Samsic                       |
| 2                                 | Lillehammer GP               | 1.2    | Idar Andersen           | Uno-X                              |
| 3                                 | Gylne Gutuer                 | 1.2    | William Blume Levy      | ColoQuick                          |
| 3                                 | Piccolo Giro de Lombardia    | 1.2U   | Paul Lapeira            | AG2R Citroën U23                   |
| 5                                 | Binche-Chimay-Binche         | 1.1    | Danny van Poppel        | Intermarché-Wanty-Gobert Matériaux |
| 7                                 | Paris-Bourges                | 1.1    | Jordi Meeus             | Bora-Hansgrohe                     |
| 7-10                              | Circuito das Ardenas         | 2.2    | Lucas Eriksson          | Riwal                              |
| 9                                 | Tour de Vendée               | 1.1    | Bram Welten             | Arkéa Samsic                       |
| 10                                | Paris-Tours sub-23           | 1.2U   | Jonas Iversby Hvideberg | Uno-X                              |
| 11                                | Coppa Agostoni               | 1.1    | Alexey Lutsenko         | Astana-Premier Tech                |
| 13                                | Giro do Veneto               | 1.1    | Xandro Meurisse         | Alpecin-Fenix                      |
| 16                                | Ster van Zwolle              | 1.2    | Coen Vermeltfoort       | VolkerWessels                      |
| 17                                | Veneto Classic               | 1.1    | Samuele Battistella     | Astana-Premier Tech                |
| 17                                | Chrono des Nations           | 1.1    | Stefan Küng             | Groupama-FDJ                       |
| 17                                | Chrono des Nations sub-23    | 1.2U   | Antoine Devanne         | Vendée Ou                          |
| 17                                | Boucles de l'Aulne           | 1.1    | Stan Dewulf             | AG2R Citroën                       |
| 17                                | Paris-Mantes Cycliste        | 1.2    | Maxime Jarnet           | Vélo Clube Villefranche Beaujolais |
| 24                                | Tour de Drenthe              | 1.1    | Rune Herregodts         | Sport Vlaanderen-Baloise           |

## Classificações finais
- Nota: As classificações finais foram:[4][5]

### Individual
| Posição | Corredor             | Equipa                | Pontos  |
| ------- | -------------------- | --------------------- | ------- |
| 1.º     | Tadej Pogačar        | UAE Emirates          | 5363    |
| 2.º     | Wout van Aert        | Jumbo-Visma           | 4382    |
| 3.º     | Primož Roglič        | Jumbo-Visma           | 3924    |
| 4.º     | Julian Alaphilippe   | Deceuninck-Quick Step | 3104,67 |
| 5.º     | Sonny Colbrelli      | Bahrain Victorious    | 2553    |
| 6.º     | Mathieu van der Poel | Alpecin-Fenix         | 2461    |
| 7.º     | Adam Yates           | Ineos Grenadiers      | 2251    |
| 8.º     | João Almeida         | Deceuninck-Quick Step | 2219    |
| 9.º     | Alejandro Valverde   | Movistar              | 1981    |
| 10.º    | Matej Mohorič        | Bahrain Victorious    | 1897    |

| Posições 11.º ao 20.º | Posições 11.º ao 20.º | Posições 11.º ao 20.º | Posições 11.º ao 20.º |
| --------------------- | --------------------- | --------------------- | --------------------- |
| 11.º                  | Remco Evenepoel       | Deceuninck-Quick Step | 1799                  |
| 12.º                  | Jasper Philipsen      | Alpecin-Fenix         | 1777                  |
| 13.º                  | David Gaudu           | Groupama-FDJ          | 1773                  |
| 14.º                  | Jasper Stuyven        | Trek-Segafredo        | 1771                  |
| 15.º                  | Jonas Vingegaard      | Jumbo-Visma           | 1730                  |
| 16.º                  | Tim Merlier           | Alpecin-Fenix         | 1703                  |
| 17.º                  | Bauke Mollema         | Trek-Segafredo        | 1620,66               |
| 18.º                  | Giacomo Nizzolo       | Qhubeka NextHash      | 1607                  |
| 19.º                  | Maximilian Schachmann | Bora-Hansgrohe        | 1579                  |
| 20.º                  | Kasper Asgreen        | Deceuninck-Quick Step | 1553                  |

### Equipas
| Posição | Equipa             | Pontos  |
| ------- | ------------------ | ------- |
| 1.º     | Alpecin-Fenix      | 8251    |
| 2.º     | Arkéa Samsic       | 5000    |
| 3.º     | TotalEnergies      | 3192    |
| 4.º     | Uno-X              | 2848,17 |
| 5.º     | B&B Hotels p/b KTM | 2726    |

### Países
| Posição | País        | Pontos   |
| ------- | ----------- | -------- |
| 1.º     | Bélgica     | 14349,33 |
| 2.°     | Eslovênia   | 11993    |
| 3.º     | França      | 11541,67 |
| 4.º     | Itália      | 10851    |
| 5.º     | Reino Unido | 9960,6   |

### Países sub-23
| Posição | País          | Pontos  |
| ------- | ------------- | ------- |
| 1.º     | Bélgica       | 4111,93 |
| 2.°     | Reino Unido   | 2528    |
| 3.º     | Itália        | 2407    |
| 4.º     | Países Baixos | 1712,17 |
| 5.º     | Noruega       | 1415,32 |

## Evolução das classificações
| Data            | Classificação individual | Classificação por equipas | Classificação por países | Classificação por países sub-23 |
| --------------- | ------------------------ | ------------------------- | ------------------------ | ------------------------------- |
| 31 de janeiro   | Primož Roglič            |                           | França                   | Bélgica                         |
| 28 de fevereiro | Primož Roglič            | Arkéa Samsic              | França                   | Bélgica                         |
| 31 de março     | Primož Roglič            | Alpecin-Fenix             | Eslovénia                | Bélgica                         |
| 30 de abril     | Primož Roglič            | Alpecin-Fenix             | Bélgica                  | Reino Unido                     |
| 31 de maio      | Primož Roglič            | Alpecin-Fenix             | França                   | Bélgica                         |
| 30 de junho     | Primož Roglič            | Alpecin-Fenix             | Bélgica                  | Bélgica                         |
| 31 de julho     | Tadej Pogačar            | Alpecin-Fenix             | Bélgica                  | Bélgica                         |
| 31 de agosto    | Tadej Pogačar            | Alpecin-Fenix             | Bélgica                  | Bélgica                         |
| 30 de setembro  | Tadej Pogačar            | Alpecin-Fenix             | Bélgica                  | Bélgica                         |
| 31 de outubro   | Tadej Pogačar            | Alpecin-Fenix             | Bélgica                  | Bélgica                         |
| Final           | Tadej Pogačar            | Alpecin-Fenix             | Bélgica                  | Bélgica                         |